# Madeleine Johnson Gräver
Madeleine Johnson Gräver, född 8 mars 1829, död efter 1868, var en konsert pianist.

## Biografi
Madeleine Johnson Gräver föddes i Holland. Hon var elev hos Henry Charles Litolff. Hon gjorde turnéer till Frankrike, England och Tyskland. Johnson Gräver uppträdde första gången i Paris år 1851. 1857 reste hon till Nordamerika, där hon kom att kallas "Pianots Malibran". Hon reste 1864 till Stockholm och spelade på Kungliga teatern. Johnson Gräver var pianist hos drottningen av Nederländerna.

### Konserter
I Stockholm spelade hon på Kungliga teatern den 18 maj, 2 juni och 7 juni 1864.